# وادي الجن

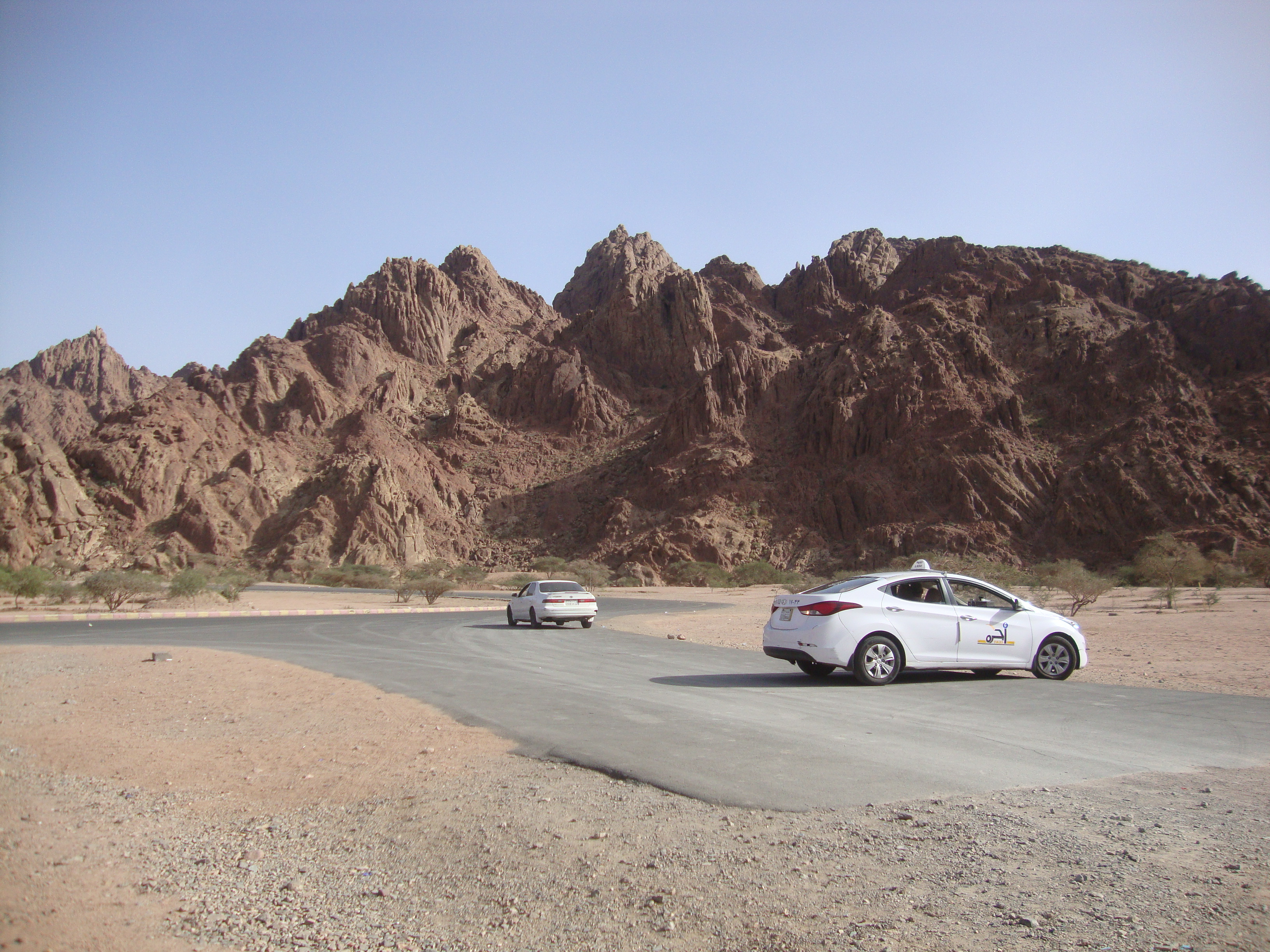
وادي الجن

وادي الجن يقع في الجهة الشمالية من المدينة المنورة، ويبعد حوالي 45 كيلو مترًا عن المسجد النبوي. خرجت الكثير من الأخبار المثيرة للتساؤلات والتي تتحدث عن فقدان الجاذبية في أحد مناطق هذا الوادي، فإذا توقفت أي سيارة عند منحدرات هذه المنطقة، فإنها ترتفع إلى الأعلى، ولا تنزلق إلى الأمام، رغم تحرر المكابح، ويحدث ذلك مع المياه أيضًا عند سكبها للأعلى، وشبهها الباحثون بظاهرة السراب، التي تُلاحظ في الأماكن الصحراوية، وهناك من أرجع تسمية هذا المكان بوادي الجن، نظرًا لهذه الظاهرة المثيرة للجدل، كون التسمية لم ترد في أي من المراجع التاريخية.
يتوافد الناس إلى زيارة هذا المكان، نظرًا لوجوده داخل منتزه يدعى البيضاء والذي يتميز بكثرة أوديته وطبيعته الجذابة، إلا أن هذا ليس هو السبب الوحيد، فأدى شغف الناس لاكتشاف الظاهرة الفريدة، التي تتمثل بفقدان الجاذبية في هذا المكان، إلى حرصهم على اختبار خدعة الجاذبية بأنفسهم، والتي بررها مجموعة من العلماء بأنها ظاهرة منطقية ولا تدعو للاستغراب، نظرًا لوجود الوادي بالقرب من تلال يطلق عليها «التلال المغناطيسية»، وهي تسبب تحرك الأشياء بشكل عكسي. إلا الناس وضعوا لذلك تفسيرات غير علمية، وأطلقوا الكثير من الشائعات حول المكان، منها: أن ذلك يعود للقوة الخارقة للطبيعة في هذه المنطقة.

## حقيقة التلال المغناطيسية
ولا تعدو الظاهرة أكثر من خدعة بصرية، فيخيل للمشاهدة أن المنحدر البسيط للأسفل، على أنه منحدر للأعلى، وسُجلت هذه الظاهرة في كثير من دول العالم ومنها: أستراليا والبرازيل وكندا والصين وقبرص وجمهورية التشيك وفرنسا وجمهورية الدومينيكان وألمانيا وغواتيمالا والهند وإندونيسيا وأيرلندا وجزيرة مان وإيطاليا والأردن وكينيا ولبنان وليثوانيا وماليزيا والمكسيك وعمان والفلبين وبولندا والبرتغال ورومانيا وصربيا والسعودية وكوريا الجنوبية وسلوفاكيا والسويد والمملكة المتحدة والولايات المتحدة، وغيرها.